# Últimas Noticias (Uruguay)
Últimas Noticias (deutsch Letzte Nachrichten) war eine 1981 gegründete spanischsprachige, in Uruguay landesweit vertriebene Tageszeitung.

## Geschichte
Die Últimas Noticias wurde in Montevideo verlegt und gehörte zur Grupo Empresarial de la Unificación, der Vereinigungskirche, bekannt als Moon-Sekte, die in Uruguay ihren stärksten Stützpunkt in Lateinamerika aufgebaut hatte.
Gedruckt wurde beim Verlag Polo S.A., der auch zur Moon-Sekte gehörte. Gestartet wurde mit einer Abendausgabe am 18. September 1981. Hauptthemen waren Politik, Wirtschaft, Sport und aktuelle Informationen. Herausgeber war zuletzt von 2005 bis 2012 Álvaro Giz. Zu den ehemaligen Leitartiklern der Zeitung zählten der uruguayische Literaturkritiker Rodolfo Fattoruso.
Die Zeitung war Mitglied in der Asociación de la Prensa Uruguaya (APU), der Vereinigung der uruguayischen Presse. 2012 wurden Printausgabe, die nun als Morgenausgabe erschien, und das Webportal in UNoticias umbenannt. Im August 2012 beschloss Impresora Polo S.A., sich auf die Online-Ausgabe der UNoticias zu konzentrieren und die Printausgabe aufzugeben. Dies geschah ohne vorherige Ankündigung, dadurch sollten 90 der 165 Angestellten arbeitslos werden, die zusammen mit ihrer Gewerkschaft eine Besetzung der Redaktion in der Calle Paysandú durchführten und noch die letzte Ausgabe, Nr. 9222 im 31. Jahrgang, am 23. August 2012 druckten. Betroffen von der Schließung waren auch die Mitarbeiter der humoristischen Zeitschrift Guambia, die ab 2003 als Beilage der Últimas Noticias erschienen war.
Die Website mit der Domain www.ultimasnoticias.com.uy, die 2012 500.000 Zugriffe im Monat hatte, ist mittlerweile offline. Eine letzte Ausgabe ist im Jahr 2014 dokumentiert. Die Nationalbibliothek Uruguays führt nur einen lückenhaften Bestand der Printausgabe bis 2010, ein Onlinearchiv früherer Ausgaben ist nicht verfügbar.